# Казарина, Антонина Максимовна
Антонина Максимовна Казарина (21 октября 1930 — 18 апреля 2019) — советский и российский музыкант, Народная артистка РСФСР (1983).

## Биография
Антонина Максимовна Казарина родилась в 1930 году. Окончила Санкт-Петербургскую консерваторию по классу скрипки (педагог Ю. И. Эйдлин).
В 1950—1990 годах играла в симфоническом оркестре Ленинградского театра оперы и балета им. С. М. Кирова (позже Мариинский театр), где выросла до первого концертмейстера-солиста.
С 1985 года преподавала в Санкт-Петербургской консерватории на кафедре скрипки и альта, профессор. Игру учеников А. М. Казариной отличает высокая профессиональная подготовка, музыкальность и отличная техника. Преподавала мастер-классы в зарубежных консерваториях. Среди её учеников — студенты из Финляндии, Швеции, Колумбии, Австралии, Южной Кореи, Японии, Кипра .
Много лет являлась членом жюри международных и всероссийских конкурсов.

## Награды и премии
- Заслуженная артистка Дагестанской АССР (1969)[2].
- Заслуженная артистка РСФСР (10 мая 1977 года).
- Народная артистка РСФСР (5 июля 1983 года).
- Орден Почёта (28 октября 2002 года) — за многолетнюю плодотворную деятельность в области культуры и искусства[3].
- Благодарность Президента Российской Федерации (5 декабря 2010 года) — за вклад в развитие отечественной культуры и искусства, многолетнюю творческую деятельность[4].